# Émile Vivier (zoologue)
Pour les articles homonymes, voir Émile Vivier et Vivier.
Gervais Émile Vivier, né le 21 mai 1923 à Vicq et mort le 13 juin 2011 à Lille, est un zoologiste français. Professeur à l'université de Lille et militant écologiste.

## Biographie
Il commence sa carrière en tant qu’assistant en zoologie à la Faculté des sciences de Clermont-Ferrand. Il soutient une thèse intitulée « Contribution à l'étude de la conjugaison chez Paramecium caudatum » en 1958 sous la direction du Professeur Hovasse (d) (1895-1989).
À partir de 1960 il est maitre de conférences à l'université de Lille, affecté au Collège Scientifique Universitaire d'Amiens. Sous l'influence de son collègue Maurice Durchon, il étudie des parasites unicellulaires d'Annélides Polychètes. En 1969, il est professeur titulaire à la faculté des sciences de l'université de Lille et dirige une des premières équipes associées au CNRS « Cytophysiologie et écologie des Protistes libres et parasites ».
C'est un pionnier de la biologie cellulaire des protistes, premier utilisateur de la microscopie électronique dès 1963 et il encadre de nombreux travaux de recherche.

## Engagement écologique
En 1970, il est membre fondateur de Nord Nature Environnement dont il est le président de 1974 à 1991. Il est particulièrement actif dans la lutte contre l'enduro du Touquet dans les dunes et sur la pollution des eaux par l'usine Metaleurop. 